# Trienopa conradti
Trienopa conradti är en insektsart som beskrevs av Schmidt 1910. Trienopa conradti ingår i släktet Trienopa och familjen sköldstritar. Inga underarter finns listade i Catalogue of Life.